# Cattleya elongata
La Cattleya elongata es una especie de orquídea litofita que pertenece al género de las Cattleya.  

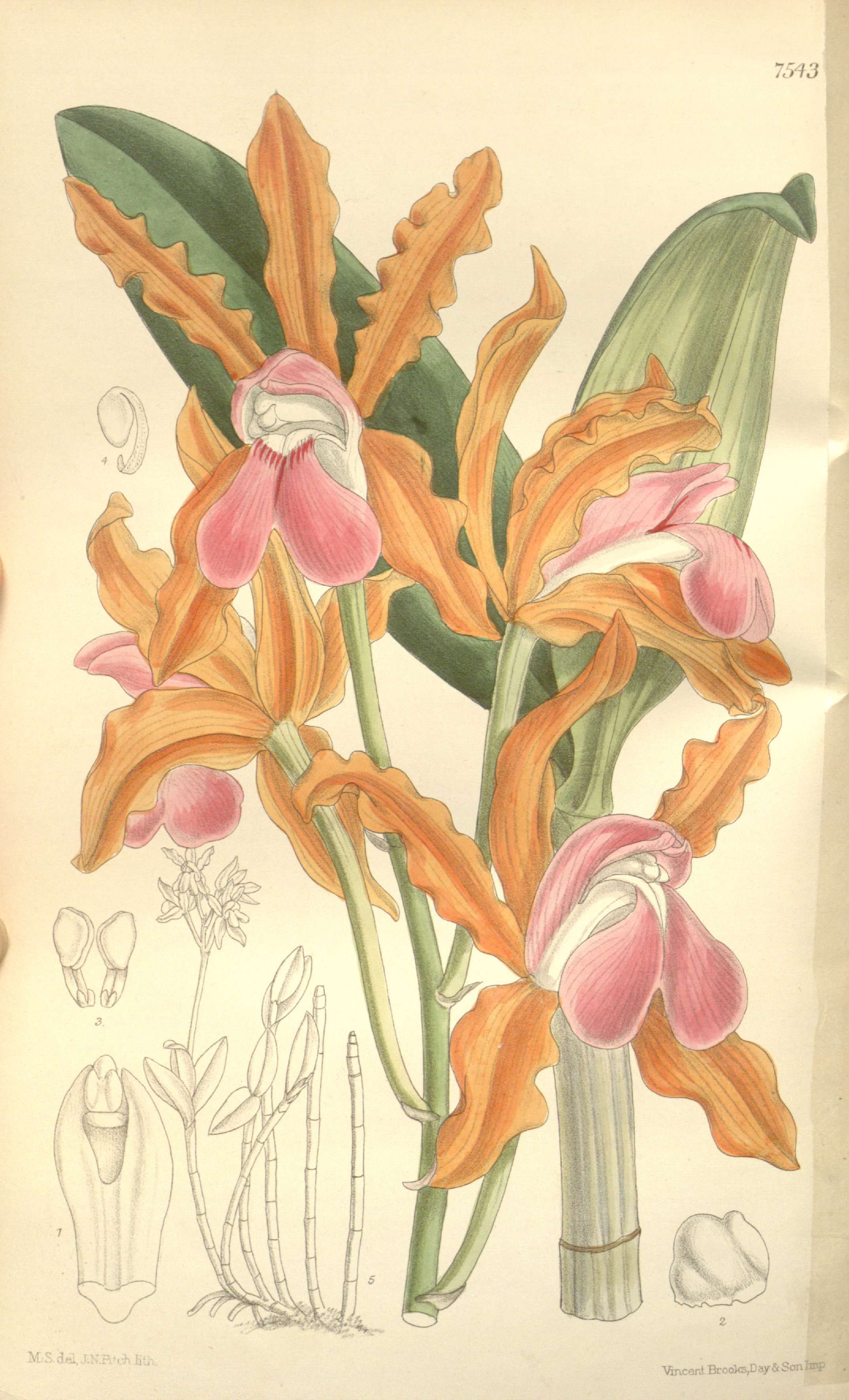
Ilustración

## Descripción
Es una orquídea bifoliada de tamaño grande, de hábitos  litofitas con pseudobulbos estrechamente cilíndricos que llevan 2 hojas apicales,  estrechamente elípticas. Florece en una inflorescencia terminal de 20 a 60 cm de largo, con 2 a 10 flores de color y fragantes, de larga vida y textura pesada variable que aparecen al final del verano.

## Distribución
Se encuentra en Minas Gerais y Pernambuco estados de Brasil  en afloramientos de roca desnuda en elevaciones de 900 a 1500 metros con luz brillante.

## Taxonomía
Cattleya elongata fue descrita por João Barbosa Rodrigues y publicado en Genera et Species Orchidearum Novarum 1: 72. 1877.
Etimología
Cattleya: nombre genérico otorgado en honor de William Cattley orquideólogo aficionado inglés,
elongata: epíteto latíno que significa "alargado".
Sinonimia
- Cattleya alexandrae L.Linden & Rolfe
- Cattleya alexandrae var. elegans Rolfe
- Cattleya alexandrae var. maculata auct.
- Cattleya alexandrae var. rosea auct.
- Cattleya alexandrae var. tenebrosa Rolfe
- Cattleya elongata f. alba F.Barros & J.A.N.Bat.
- Cattleya elongata var. elegans (Rolfe) Fowlie
- Cattleya elongata var. maculata (auct.) Braem
- Cattleya elongata var. rosea (auct.) Braem
- Cattleya elongata var. tenebrosa (Rolfe) Fowlie
- Cattleya nilsonii Regel[1][5][6]